# Entedon betulae
Entedon betulae är en stekelart som beskrevs av Yang 1996. Entedon betulae ingår i släktet Entedon och familjen finglanssteklar. Inga underarter finns listade i Catalogue of Life.